# 進研社
株式会社進研社（しんけんしゃ）は、東京都国立市に本社を置く会社。かつて、東京都を中心として学習塾「進学舎」を経営する教育関連企業だった。

## 沿革
- 1971年（昭和46年）- 創業。
- 1975年（昭和50年）- 設立。
- 2007年（平成19年）- 子会社として株式会社進学舎を設立。順次「進学舎」運営事業を移管し、不動産事業のみを残す。
- 2007年（平成19年）- 株式会社進学舎の全株式を株式会社学究社に譲渡し、教育事業から撤退。
- 2011年（平成23年）-「進学舎」を学究社の「ena」に統合。
- 2012年（平成24年）- 株式会社学究社が株式会社進学舎を吸収合併。

## 進学舎運営時
- 東京都 - 35校（荻窪校、久我山校、個別指導パーソナル浜田山校、SP三軒茶屋校、経堂校、個別指導パーソナル三軒茶屋校、SP下高井戸校、千歳烏山校、用賀校、学芸大学校、戸越銀座校）
- 神奈川県 - 1校
- 埼玉県- 2校
- 海外 - 3校（アメリカグリニッチ校・ハリソン校、イギリスロンドン校）